# Podul cu trei arce
Podul cu trei arce (în albaneză Ura Me Tri Harqe) este un roman din 1978 al scriitorului albanez Ismail Kadare.